# Обидов
Обидов (укр. Обидів) — село в Каменка-Бугской городской общине Львовского района Львовской области Украины.
Занимает площадь 0,056 км². Почтовый индекс — 80421. Телефонный код — 3254.

## Население
Население по переписи 2001 года составляло 236 человек.

### Известные люди
В селе родился Левицкий, Михаил Степанович (1952—2014) — советский и украинский спортсмен и тренер.